# Clinostigma
Genre
Classification APG III (2009)
Clinostigma est un genre de la famille des Arecaceae (Palmiers), comprenant des espèces natives de l'archipel d'Ogasawara au Japon jusqu'à l'archipel Bismarck au large de la Nouvelle-Guinée.
Ce genre possède les synonymes suivants :
- Exorrhiza Becc.
- Bentinckiopsis Becc.
- Clinostigmopsis Becc.

## Classification
- Sous-famille des Arecoideae
  - Tribu des Areceae

## Espèces
Selon World Checklist of Selected Plant Families (WCSP) (5 juin 2012) :
- Clinostigma carolinense (Becc.) H.E.Moore & Fosberg (1956)
- Clinostigma collegarum J.Dransf. (1982)
- Clinostigma exorrhizum (H.Wendl.) Becc., Nuovo Giorn. Bot. Ital., n.s. (1935)
- Clinostigma gronophyllum H.E.Moore (1969)
- Clinostigma haerestigma H.E.Moore (1969)
- Clinostigma harlandii Becc. (1910)
- Clinostigma onchorhynchum Becc. (1914)
- Clinostigma ponapense (Becc.) H.E.Moore & Fosberg (1956)
- Clinostigma samoense H.Wendl. (1862)
- Clinostigma savoryanum (Rehder & E.H.Wilson) H.E.Moore & Fosberg (1956)
- Clinostigma warburgii Becc., Atti Soc. Tosc. Sci. Nat. Pisa (1934)

Selon Catalogue of Life (5 juin 2012) :
- Clinostigma carolinense
- Clinostigma collegarum
- Clinostigma exorrhizum
- Clinostigma gronophyllum
- Clinostigma haerestigma
- Clinostigma harlandii
- Clinostigma onchorhynchum
- Clinostigma ponapense
- Clinostigma samoense
- Clinostigma savoryanum
- Clinostigma warburgii

Selon NCBI (5 juin 2012) :
- Clinostigma exorrhizum
- Clinostigma savoryanum